# Ciudad Mendoza
Ciudad Mendoza es una ciudad del estado mexicano de Veracruz de Ignacio de la Llave, está localizada en la región central y montañosa del estado. Forma parte de la zona metropolitana de Orizaba formada con las poblaciones de Nogales, Río Blanco y Orizaba. Es la cabecera del municipio de Camerino Z. Mendoza. Se le considera la puerta hacia la Sierra de Zongolica.

## Historia
Ciudad Mendoza fue originalmente una pequeña población denominada Santa Rosa Necoxtla, formaba parte del municipio de Necoxtla cuya cabecera municipal era entonces la población de San Francisco Necoxtla, esto cambió en el año de 1898 cuando la sede del ayuntamiento fue cambiada a Santa Rosa, que en 1910 recibió el rango de Villa y en 1921 el municipio recibió oficialmente el nombre de Santa Rosa Necoxtla, en 1930 la cabecera y el municipio fueron renombradas Camerino Z. Mendoza en honor al jefe revolucionario muerto por las tropas de Victoriano Huerta durante la revolución mexicana, finalmente el 13 de julio de 1933 la villa recibió el título de ciudad, siendo oficialmente desde ese momento Ciudad Mendoza.
Está ubicada en el parque nacional Cañón del Río Blanco, decretado el 22 de marzo de 1938

## Localización y demografía
Ciudad Mendoza se encuentra localizado en las coordenadas geográficas 18°48′12″N 97°10′51″O / 18.80333, -97.18083 y a una altitud de 1,340 metros sobre el nivel del mar, en una zona de grandes montañas, encontrándose cercano el Pico de Orizaba, el punto más alto de México. Según el conteo de población y vivienda de 2010 realizado por el Instituto Nacional de Estadística y Geografía, Ciudad Mendoza tiene una población de 35,641 habitantes.

## Religión
La mayor parte de la población profesa la Religión Católica. Casi todo el municipio pertenece al Decanato Fabril de la Diócesis de Orizaba, excepto la localidad de San Francisco Necoxtla que pertenece al Decanato de Tequila en la misma Diócesis. El obispo actual de la diócesis es Francisco Eduardo Cervantes Merino.

## Personajes ilustres
- Camerino Z. Mendoza jefe revolucionario y figura de renombre por su apoyo al movimiento obrero de la región.
- Hipólito Reyes Larios, es en el año 2023, cuando el tenor mexicano Zarco Gómez presenta el tema ¡A ti mi canto Ciudad Mendoza.